# André Sá
André Sá (Belo Horizonte, 1977. május 6. –) brazil teniszező.
Nyolcévesen kezdett teniszezni, tizenkét évesen már korosztályában a legjobbnak számított Brazíliában. Egyesben 2002-ben a negyeddöntőig jutott Wimbledonban, a világranglista 17. helyéig is eljutott, míg párosban 8 címet is elnyert. Brandentonban végezte tanulmányait.
Nős, Blumenauban él.